# Respuesta sexual empática
Se considera la respuesta sexual empática como la forma de respuesta sexual fisiológica involuntaria, dependiente de la excitación o falta de esta en el hombre o en la mujer. Se conoce  el término de empatía como la habilidad de percibir los sentimientos de la otra persona, “ponerse en el lugar del otro”.

## Categorías de la respuesta sexual empática
1. Una respuesta sexual empática positiva será el incremento en la excitación sexual en respuesta a la excitación sexual del compañero (a).
2. Una respuesta sexual empática negativa será a disminución de la excitación sexual en relación con la baja excitación sexual del compañero (a).

### Prevalencia
Se ha investigado que un 90.5 % presenta una respuesta sexual empática positiva en relación con la excitación de su pareja, no obstante un 69.1% presenta una respuesta sexual empática negativa en relación  a la baja excitación de su pareja.

## Factores que influyen
1. Los atributos de la mujer y el hombre
2. Características físicas de la mujer y el hombre
3. Inteligencia de la pareja
4. Perfume de la pareja
5. Número de pareja sexuales anteriores
6. Creencias sexuales
7. Mitos relacionados con la sexualidad
8. Miedo a la comparación
9. Estrés o algún trastorno emocional
10. Sentimientos sobre sí mismo
11. Respuesta subjetiva enfocada en la intimidad de la persona
12. Deseo sexual de la persona

## Diferencias en el deseo y respuesta sexual en hombres y mujeres
Se encuentran diferencias en el aprendizaje de cómo entender y percibir el deseo sexual de hombres y mujeres. Se observa una diferencia en la forma de educar a los hombres y a las mujeres en relación con la sexualidad, se crean modelos de géneros que estigmatizan a las personas en seguir un camino sexual establecido por la sociedad.

### Ámbito social masculino
Mayor estímulo a los hombres a reconocer su deseo y excitación sexual como un fenómeno corporal.

### Ámbito social femenino
Mayor estímulo a las mujeres a reconocer los aspectos emocionales del deseo sexual y negación o minimización de los componentes fisiológicos.

## Teoría de Basson
El modelo de Basson hace referencia a la naturaleza cíclica subjetiva de la respuesta sexual se describe que : las mujeres experimentan las fases de la respuesta sexual de una manera traslapada y no secuencial; que incorpora componentes mentales y físicos.
1. Los elementos tradicionales (excitación, orgasmo, deseo) no reflejan la experiencia sexual de la mujer.
2. El deseo por sexo no necesariamente precede a la estimulación sexual o la excitación.
3. Una mujer puede propiciar contacto físico o ser receptiva a la iniciación sexual por varias razones tales como el deseo de cercanía, intimidad, compromiso y como una expresión de cariño.
4. Para Basson el deseo sexual como deseo espontáneo incluye; pensamientos sexuales, sentimientos y fantasías. Es visto como un componente potencial del ciclo de respuesta sexual, pero no es necesario para la excitación sexual o para que el orgasmo ocurra.
5. Para este modelo, una baja en el deseo sexual espontáneo es considerado normal y no una situación disfuncional, en contraste con los modelos tradicionales.
6. Deseo y fantasía como una estrategia para mantener la excitación, más que un signo de deseo.
7. Excitación entendida como un proceso que es influenciado por aspectos biológicos y psicológicos.
8. La capacidad para estar excitada, (su “excitabilidad”) puede estar influenciada por factores tales como temores, enfermedades de transmisión sexual, experiencias sexuales pasadas negativas y abusos, control inadecuado de la natalidad y baja autoestima.
9. Tener una respuesta sexual empática positiva contribuye a una mejor respuesta sexual para la pareja   Para este modelo; el tipo de estimulación, el tiempo necesario para estar excitada y en el contexto en el que ocurre la estimulación son altamente individuales.